# Защитные приспособления у животных

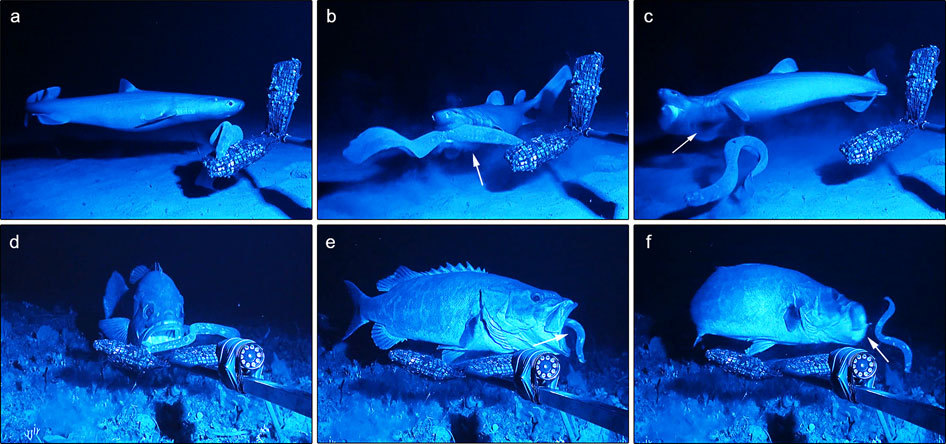
Защитное приспособление в действии: чёрная акула (а-с и американский полиприон (d-f) пытаются схватить миксину. Сначала хищники приближаются к своей потенциальной добыче. Они кусают или пробуют проглотить миксину, но та выпускает струю слизи им в рот. Задыхаясь, хищники отпускают миксину и пытаются удалить слизь изо рта и жаберных камер.

Защитные приспособления — механизмы, развившиеся в процессе эволюции, которые помогают кормовым организмам в их постоянной борьбе против хищников.
Самый первый способ обороны заключается в том, чтобы не быть обнаруженным благодаря камуфляжу, обитанию под землёй, стайному или ночному образу жизни.Маскироваться не так уж и легко. Кроме того, животные-жертвы могут отогнать нападающего, продемонстрировав выраженный апосематизм; с помощью мимикрии под животных, обладающих защитными приспособлениями; отпугивающего и отвлекающего поведения; сигналов, говорящих о безуспешности преследования; и оборонительных приспособлений, таких как колючки. Несмотря на то, что группу легче обнаружить, её члены менее подвержены нападению со стороны хищников за счёт повышения бдительности, запутывания хищника и вероятности атаки на другого сородича.
Некоторые животные-жертвы способны отбиваться от хищников с помощью самопроизвольного кровопускания, коллективного нападения или выброса ядовитых веществ. Наконец, некоторые виды, будучи пойманными, способны спастись за счёт утраты определённых частей тела, достаточно длинных, чтобы отвлечь хищника и дать жертве время, чтобы убежать: раки откидывают клешню, ящерицы сбрасывают хвосты.

## Избегание обнаружения

### Нахождение вне поля зрения хищников

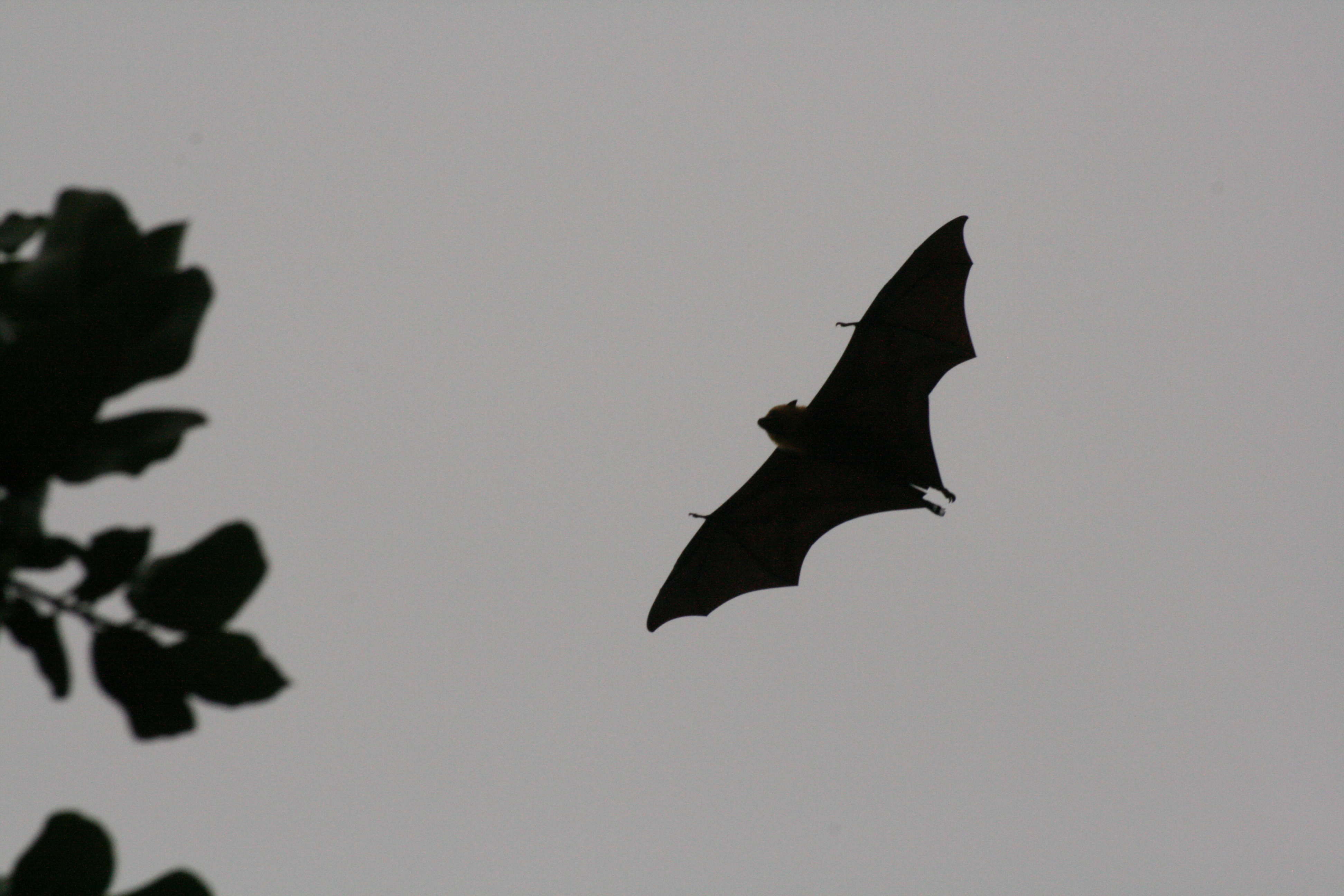
Крыланы кормятся ночью, чтобы избежать хищников

Животные могут избежать опасности стать жертвой, выбрав среду обитания вне поля зрения хищников: в пещерах, под землёй или ведя ночной образ жизни. Опасность хищничества давно признана одним из важнейших факторов формирования поведенческих решений. Например, она определяет время вечернего появления у летучих мышей, обладающих способностью к эхолокации. Несмотря на то, что в светлое время им проще кормиться, днём велик риск подвергнуться нападению со стороны широкоротых коршунов и вечерних соколов. Летучие мыши появляются в сумерках, что является компромиссом между противоречивыми требованиями. Ещё одну ночную адаптацию можно наблюдать у кенгуровых прыгунов, которые избегают лунного света. Эти грызуны кормятся на относительно открытых местах, и, когда восходит луна, они сокращают свою активность за пределами норы. Во время полной луны они появляются только в местах с плотной растительностью, чтобы быть меньше на виду. В ходе контролируемых экспериментов искусственное лунное освещение вызывает у них аналогичное кормовое поведение. Это даёт основание предположить, что такая повадка развилась у них, чтобы уменьшить риск стать добычей.

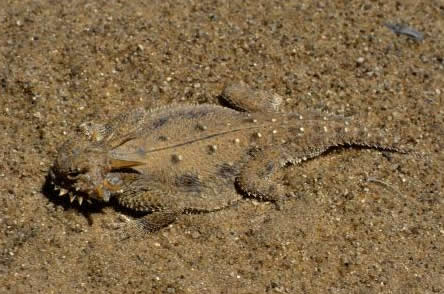
Жабовидная ящерица Phrynosoma mcallii хорошо камуфлирована, её плоское, покрытое выростами тело сливается с грунтом и не отбрасывает тень

### Камуфляж
Камуфляж служит для максимального уменьшения заметности животного с помощью любого сочетания материалов, окраски или освещения. Это обычная форма маскировки как у наземных, так и морских животных. Камуфляж достигается различными способами — например, через сходство с окружающей средой, расчленяющей окраской, ликвидацией тени, самоукрашением, маскировочным поведением или изменением цвета кожи. Тело жабовидной ящерицы Phrynosoma mcallii, обитающей в Северной Америке, в ходе эволюции преобразилось так, чтобы сливаться с землёй и не отбрасывать тени. Тела этих ящериц имеют уплощённую форму с тонкими краями. Подобная форма, наряду с белыми складчатыми чешуйками вдоль боков, позволяет ящерицам эффективно скрывать свою тень. Кроме того, эти ящерицы прижимаются телом к земле, становясь максимально незаметными.

## Предупреждение атаки

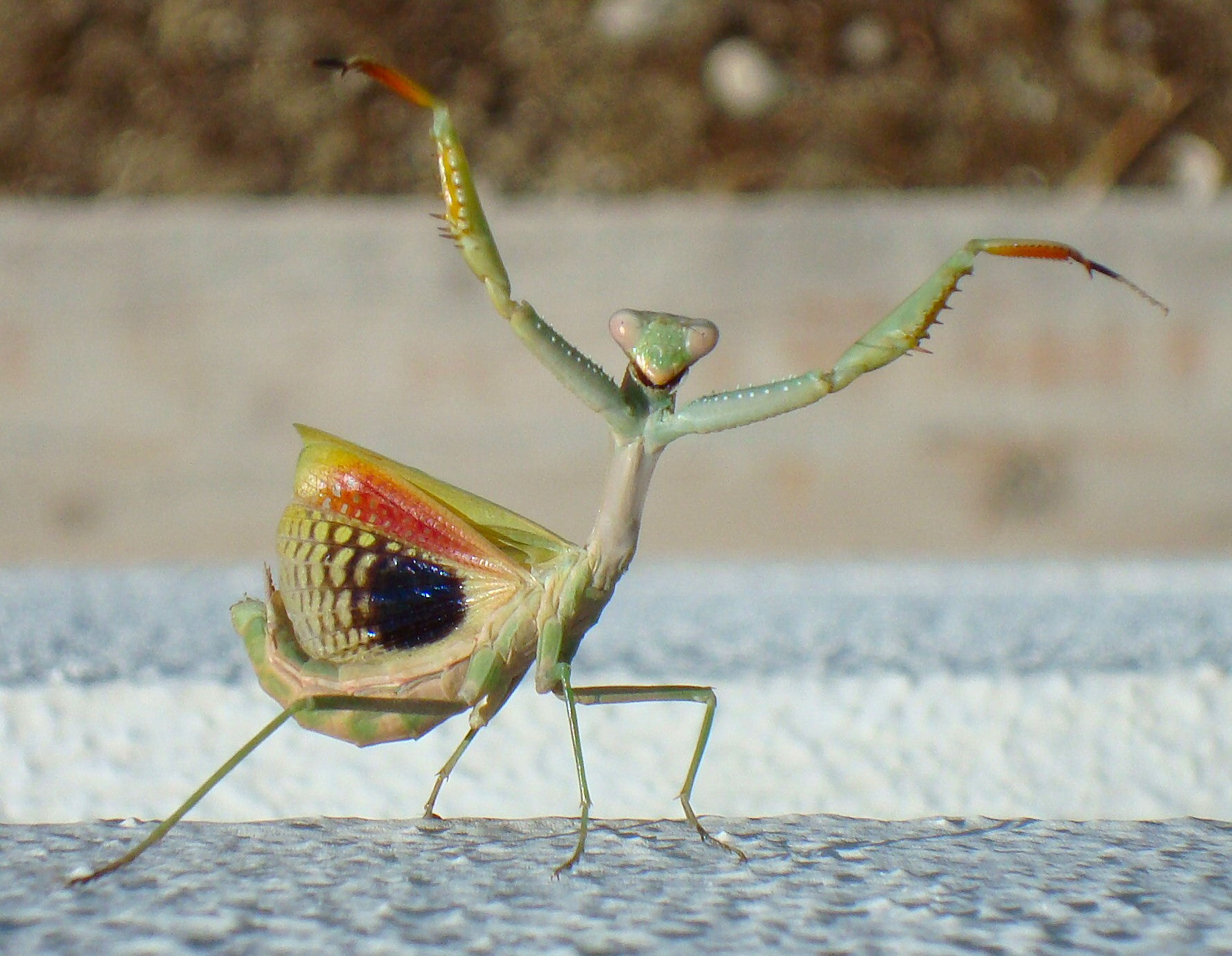
Средиземноморский богомол Iris oratoria пытается отпугнуть хищника

Многие виды используют поведенческие стратегии для отпугивания хищников.

### Отпугивание
Многие животные, в том числе мотыльки, бабочки, богомолы, Phasmatidae и головоногие, используют приёмы угрожающего или отпугивающего поведения, например, демонстрацию «глазков», чтобы испугать или на мгновение отвлечь хищника и успеть спастись бегством.

### Сигналы, сдерживающие преследование

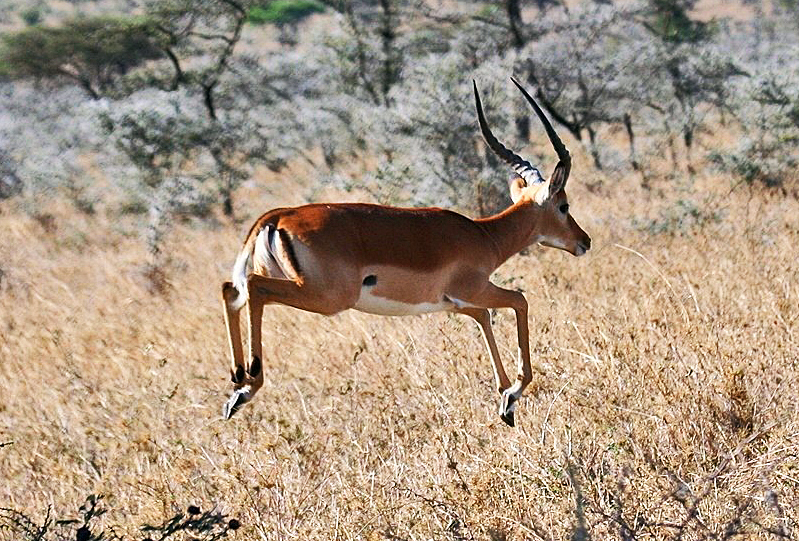
Импала совершает смотровой прыжок

С помощью подобных поведенческих сигналов потенциальная жертва убеждает хищников прекратить преследование. Например, газели совершают характерные смотровые прыжки в высоту с прямыми ногами и прогнутой спиной. Считается, что это сигнал, что жертва физически сильна и вынослива и может убежать от хищника. В результате хищники могут отказаться от преследования и выбрать другую жертву, которая с меньшей вероятностью способна убежать. Птицы, подобные сойкам, издают предупреждающий характерный звук (окрикивание), который информирует хищника о том, что он обнаружен и может сэкономить время и силы, отказавшись от погони, а жертва будет защищаться.

### Танатоз

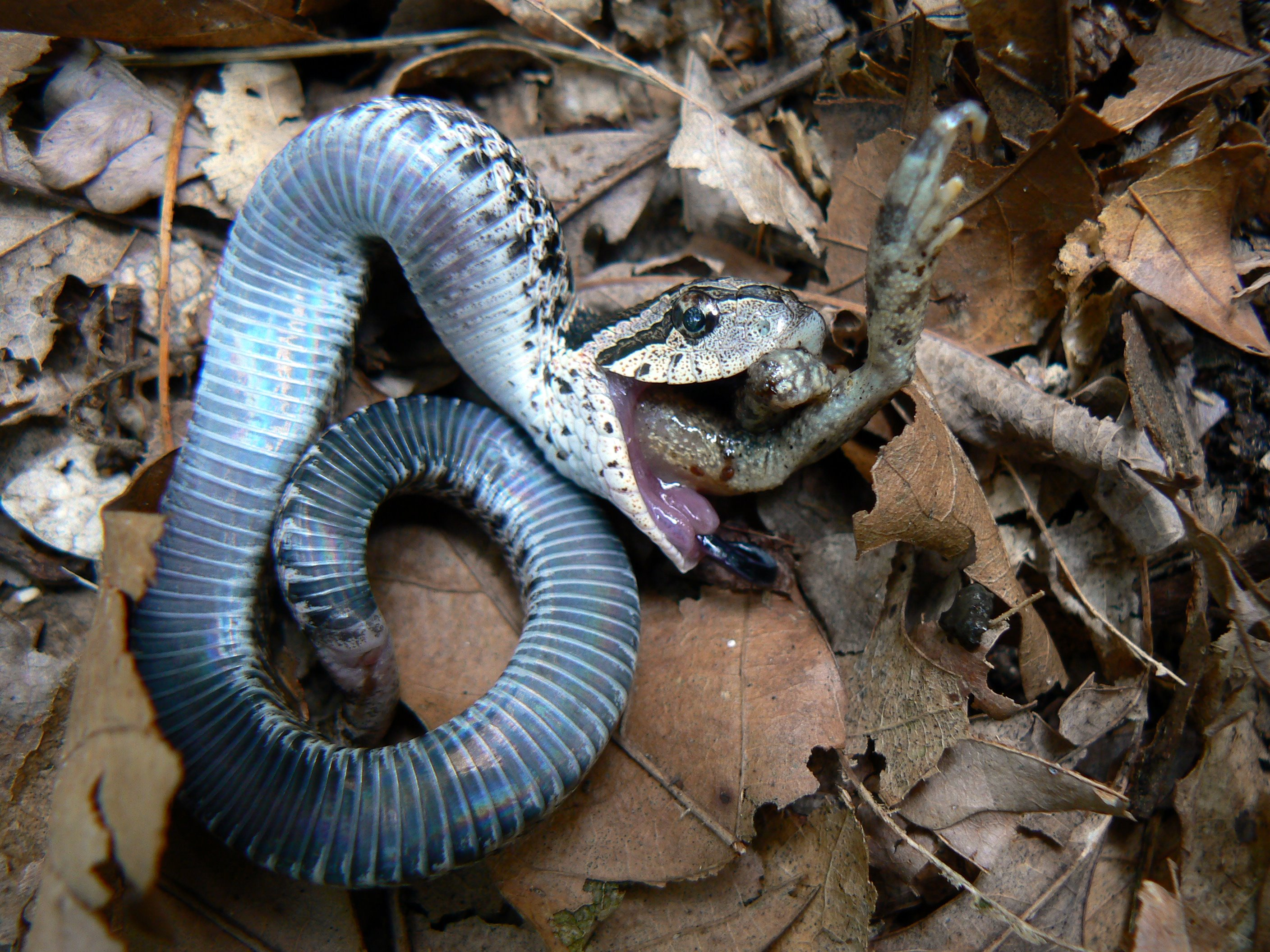
Широконосая восточная змея притворилась мёртвой

Животное может подать сигнал к прекращению преследования, притворившись мёртвым — разновидность защитной реакции у некоторых видов. Танатоз — это способ ввести хищника, ищущего живую добычу, в заблуждение, симулировав свою смерть. Этим же способом хищник может подманить жертву поближе.
Примером танатоза служит поведение детёнышей белохвостого оленя, у которых в ответ на приближение хищника снижается частота сердечных сокращений. Эта реакция называется тревожная брадикардия, пульс падает со 155 до 38 ударов в минуту в течение одного удара сердца. Падение ритма сердца может длиться до двух минут, в это время у животного замедляется частота дыхания и снижается двигательная активность, наступает так называемая тоническая неподвижность. Тоническая неподвижность является рефлекторной реакцией, которая заставляет оленёнка лечь, имитируя положение мёртвого тела. Обнаружив лежащего детёныша, хищник теряет интерес к «падали». Потерю интереса вызывают также другие симптомы тревожной брадикардии, в том числе слюноотделение, мочеиспускание и дефекация.

### Отвлечение

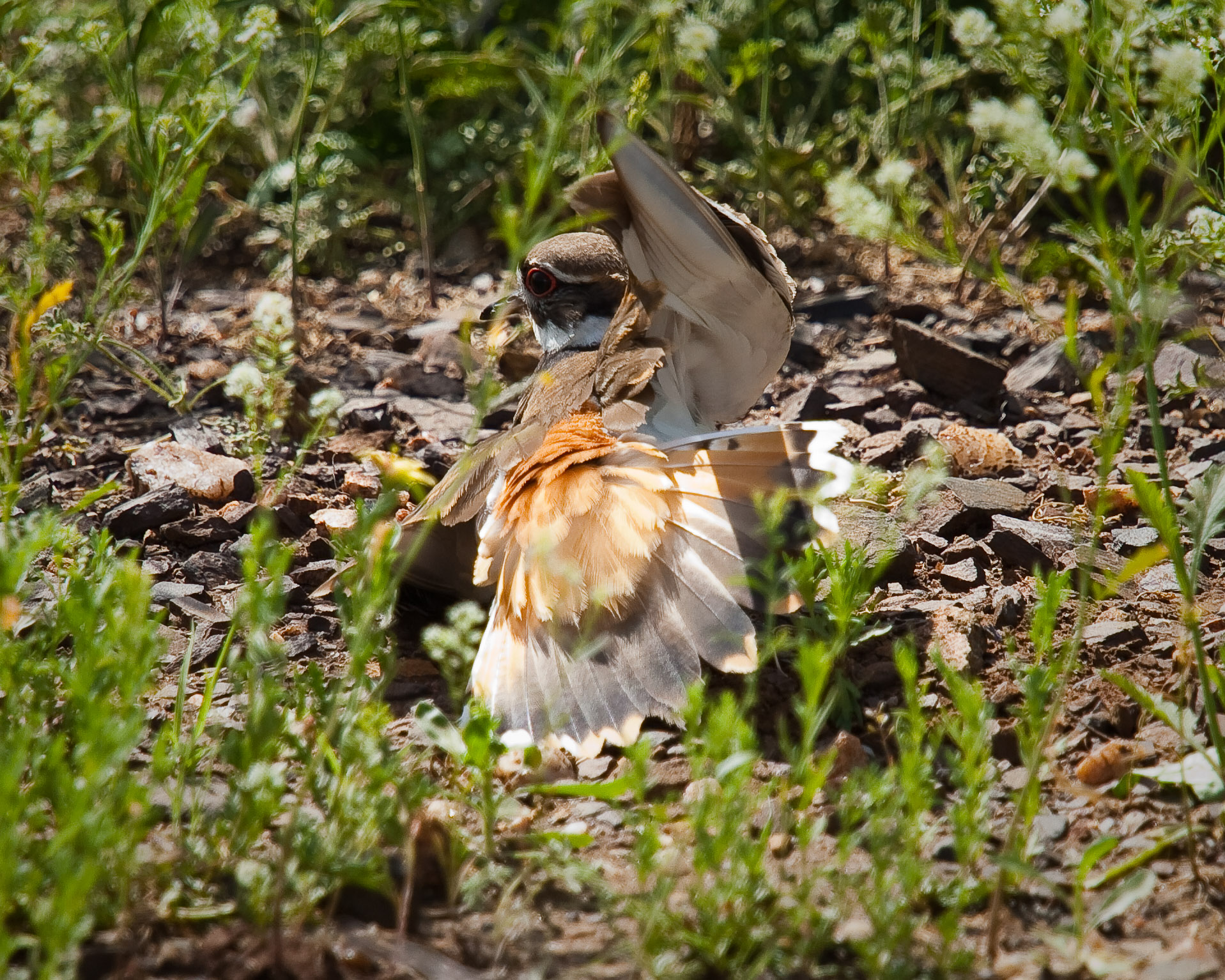
Крикливый зуёк отвлекает хищника от гнезда, притворившись, что у него сломано крыло

Морские моллюски, такие как Aplysiomorpha, каракатицы, кальмары и осьминоги используют последний шанс сбежать, отвлекая агрессора. Для этого они выбрасывают смесь химических веществ, которые могут имитировать еду или запутать хищника иным способом. В случае опасности эти животные выпускают чернила, создавая тёмное непрозрачное облако, отвлекающее органы чувств хищника, которое провоцирует его атаковать ложный объект.

### Мимикрия и апосематизм

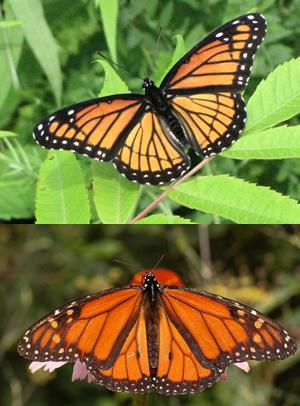
Бабочки Limenitis archippus и Данаида монарх служат примером мимикрии Мюллера (схожесть окраски с несъедобным для хищников видом).

Мимикрия возникает, когда организм (мимик) имитирует сигнальные свойства другого организма (модели), чтобы запутать третий организм. В результате мимик получает защиту, преимущества в кормлении и совокуплении. Существует два классических вида защитной мимикрии: Бейтсовская и Мюллерова. Оба вида предполагают апосематическую окраску или наличие предупредительных сигналов, позволяющих избежать нападения хищника.
В Бейтсовской мимикрии беззащитное животное-жертва принимает облик ядовитого животного, тем самым снижая риск нападения. Подобная форма мимикрии наблюдается у многих видов насекомых. Попробовав несъедобный или ядовитый вид, хищники учатся ассоциировать их окраску и характерную внешность с неприятными последствиями. В результате хищник старается избегать похожую добычу. Некоторые виды осьминогов способны изображать других животных, меняя цвет и форму кожи и копируя манеру двигаться. В случае нападения амфиприона осьминог притворяется полосатой морской змеёй. Осьминог выбирает модель для подражания в зависимости от окружающей среды и того, кто на него нападает. Большинство осьминогов используют мимикрию Бейтса, выбирая моделью организм, отталкивающий хищников.
Мимикрия Мюллера характеризуется тем, что два или более апосематических организма используют одни и те же предупреждающие сигналы, например, Limenitis archippus и Данаида монарх. Птицы избегают обоих видов бабочек, потому что узоры на их крыльях честно сигнализируют об их неприятном вкусе.

### Оборонительные приспособления

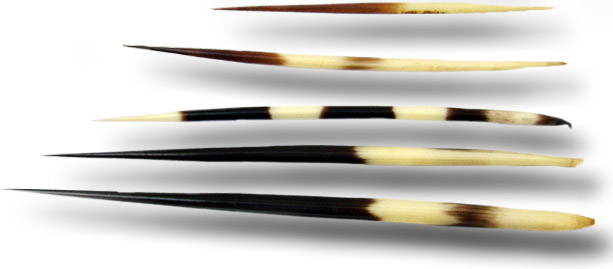
Иглы дикобраза

Шипы — это острые и тонкие игловидные структуры, с помощью которых хищнику наносят болезненные раны. Например, у арабских хирургов шипы имеются по обе стороны от хвостового плавника. Область вокруг шипов бывает ярко окрашена, чтобы предупредить о том, что у рыб есть защита, и хищники их обычно избегают. Шипы бывают отделяемыми, складывающимися, зазубренными и ядовитыми. Например, у дикобразов длинные и зазубренные колючки, которые легко обламываются в теле агрессора, тогда как у ежей мелкие гладкие колючки плотно сидят в коже и легко гнутся.

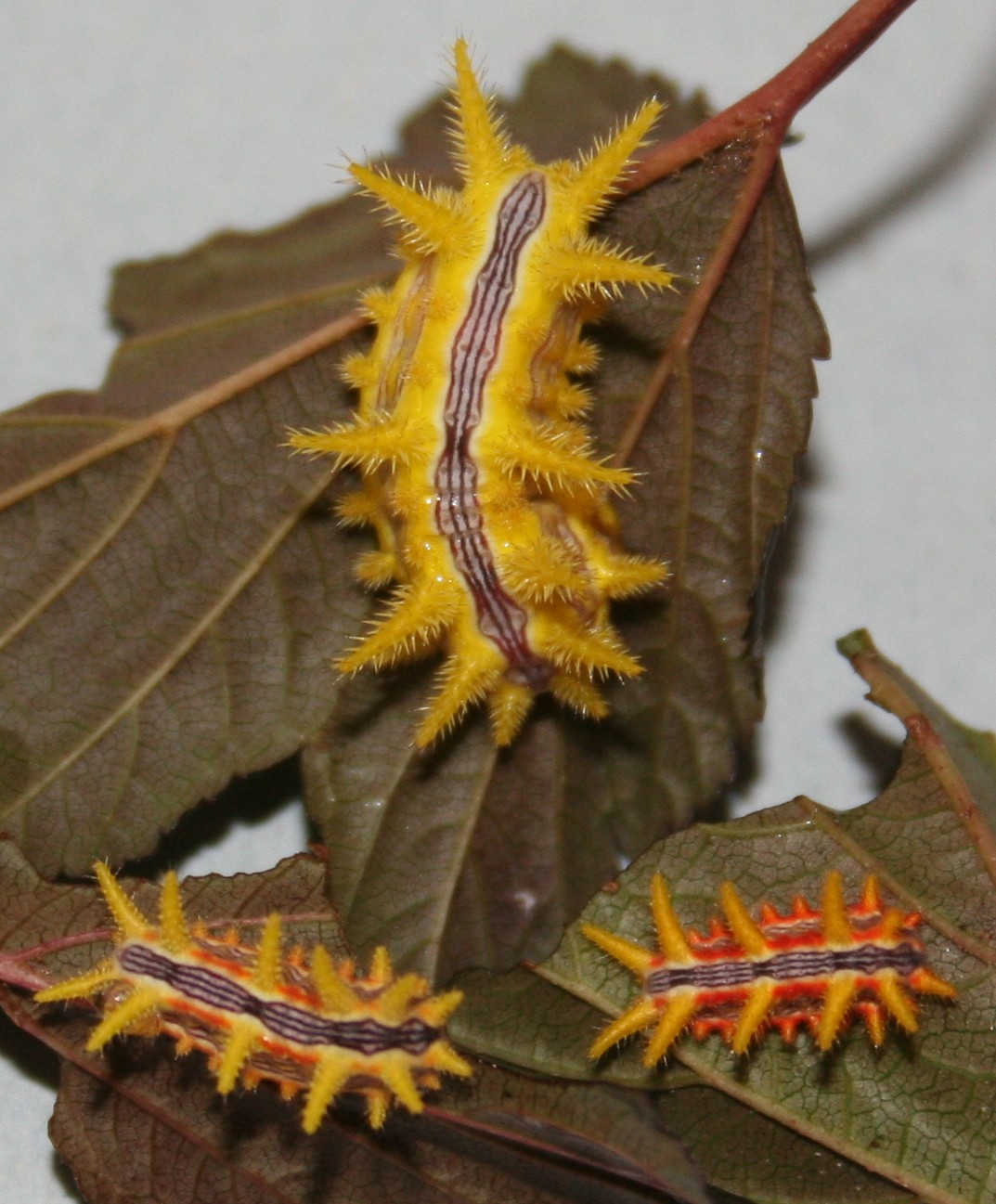
Колючие гусеницы слизневидки

Многие виды гусениц Limacodidae имеют многочисленные выросты и стрекательные шипы вдоль спинной поверхности. При наличии выбора хищники, например, бумажные осы, предпочитают гусениц, лишённых подобной защиты.

## Формирование групп
Жизнь в группе обеспечивает животным некоторые преимущества, в том числе защиту от нападения хищников.

### Эффект «растворения в толпе»
В стае у каждой особи риск подвергнуться нападению меньше, чем у единичного животного. Было предположено, что групповой образ жизни выгоден индивидуальным членам группы, а не группе в целом, которая с увеличением численности входящих в неё особей становится всё более заметной. Примером служит косяк рыб. Эксперименты подтвердили, что в табунах камаргских лошадей на юге Франции у лошадей снижен индивидуальный риск быть покусанными слепнями. Когда слепней становится много, лошади сбиваются в группы. Водомерки, живущие на поверхности воды, реже подвергаются атакам хищников снизу, когда образуют многочисленное скопление.

### Теория «эгоистичного стабунивания»
Эта теория была предложена для объяснения, почему животные стремятся оказаться в центре группы. Она относится к идее сокращения зоны индивидуальной опасности. Зона опасности — это область в группе, в которой индивид с большей вероятностью может подвергнуться нападению хищника. Центр группы представляет собой зону самой низкой опасности, поэтому животные будут постоянно стремиться занять эту позицию. В тестировании теории «эгоистичного стабунивания» исследуемым объектом были капские морские котики, которые подвергались нападению белых акул. Используя подставных котиков в виде приманки, исследователи варьировали расстояние между ними, формируя различные зоны опасности. Скопления с зоной большой опасности подвергались повышенному риску нападения акул.

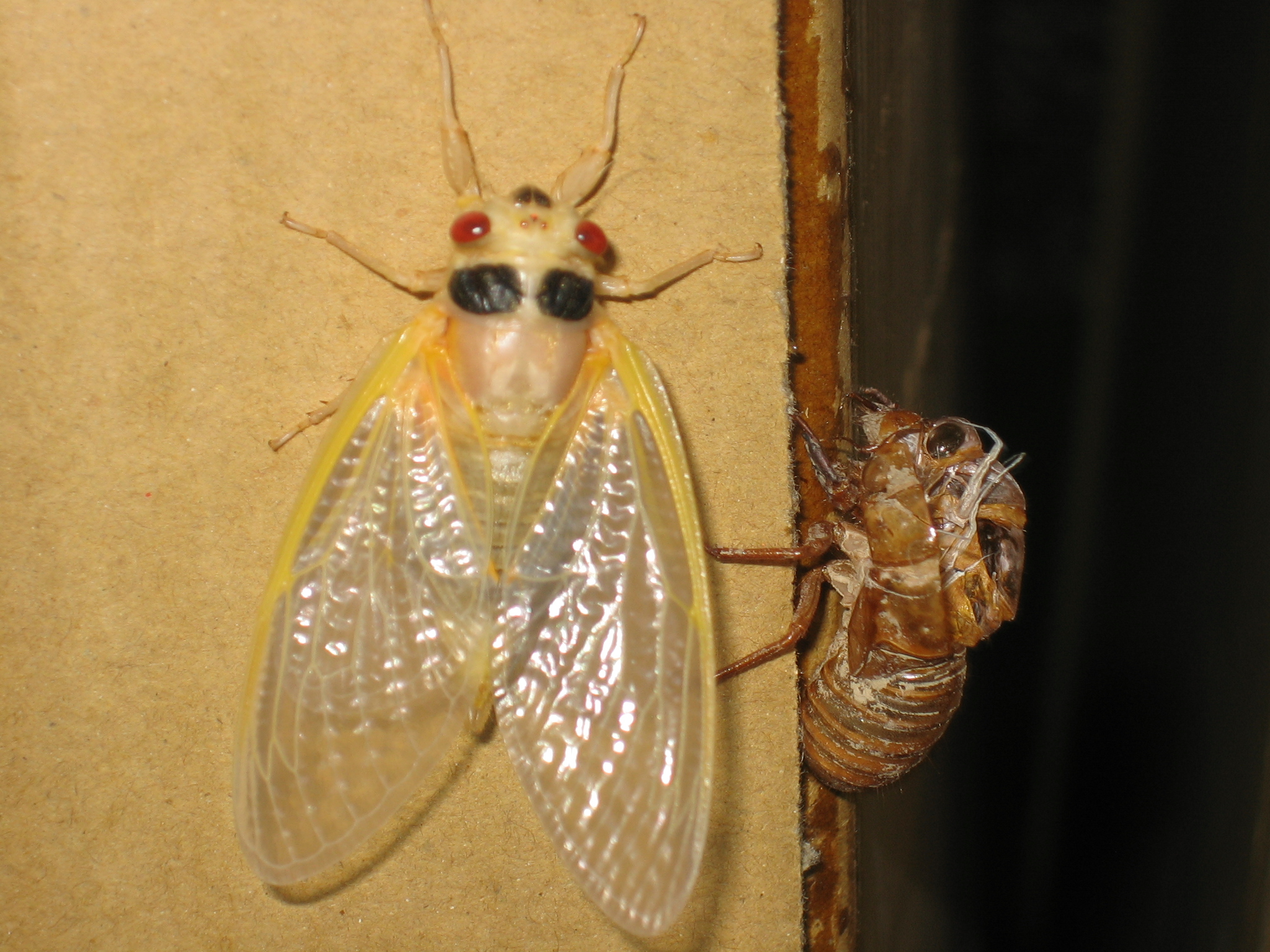
Молодая периодическая цикада. Эти насекомые единовременно вылупляются в гигантском количестве через длительные промежутки времени

### Насыщение хищников
Радикальной стратегией, позволяющей избежать значительной гибели молоди, является массовое и редкое воспроизводство, следующее через неравные промежутки времени. Эта стратегия наблюдается у периодических цикад, для которых характерен очень продолжительный жизненный цикл и периодичное и массовое появление взрослых особей с интервалом в 13 или 17 лет. Хищники с жизненным циклом от одного до нескольких лет не в состоянии воспроизводиться достаточно быстро в ответ на такое появление. Они поедают формирующихся цикад, но не в состоянии потребить значительную часть популяции вследствие насыщения.

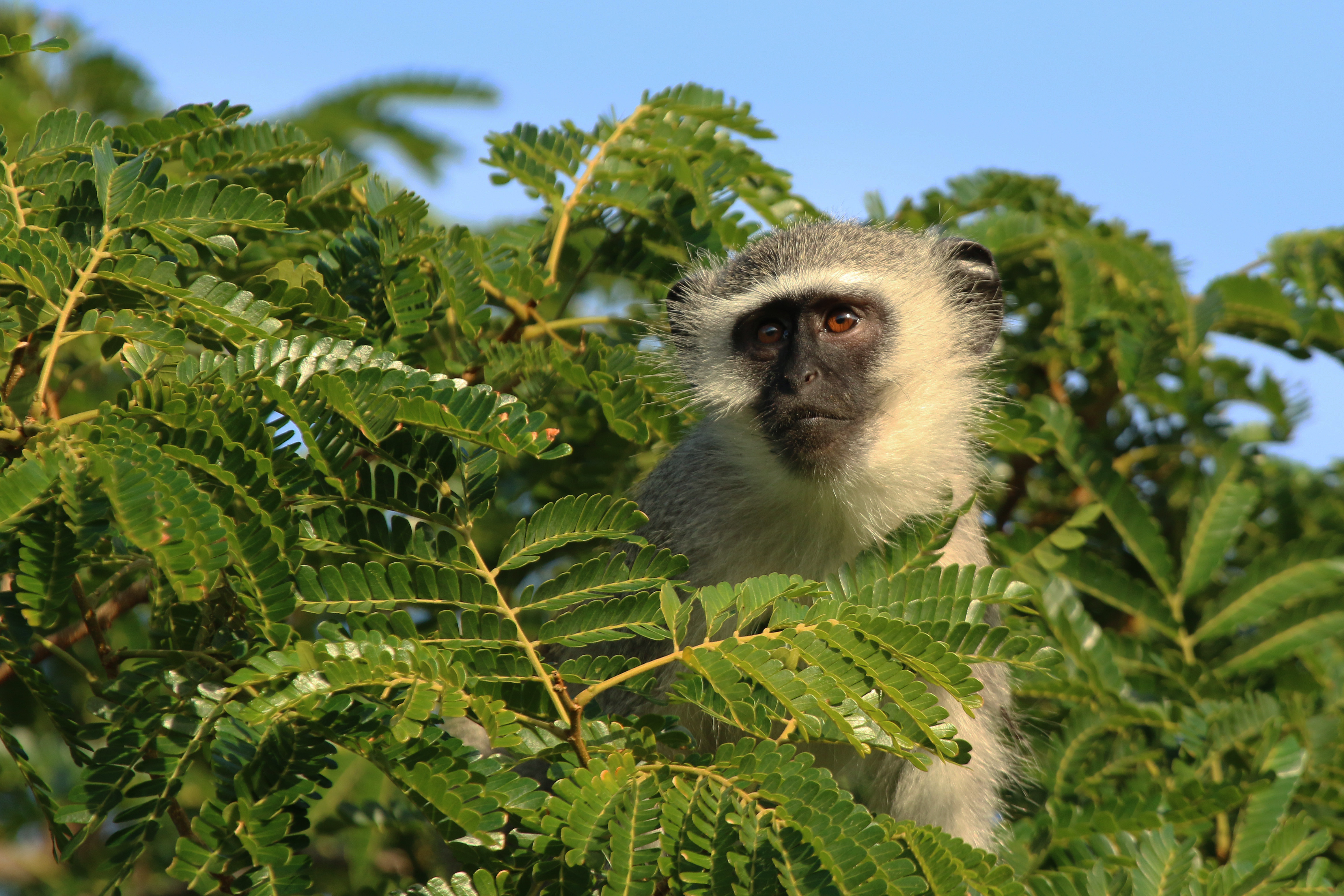
Верветки звуками оповещают сородичей о приближении хищника (орла, леопарда или питона)

### Сигналы тревоги
Стайные животные часто оповещают друг друга о приближении опасности. Например, верветки издают различные звуки в зависимости от того, кто на них нападает: заметив орла, они двусложно кашляют; сигналом о приближении леопарда или другой крупной кошки служит громкий лай; звуком, похожим на похрюкивание или свист морской свинки они предупреждают о появлении змеи. Услышав сигналы тревоги, обезьяны демонстрируют различное защитное поведение: узнав об орле, они смотрят вверх и ищут укрытие; от леопарда они прячутся на деревьях. Заслышав звук, оповещающий о змее, они встают за задние лапы и осматриваются вокруг. Система различных сигналов тревоги существует и у многих птиц (например, «окрикивание»).

### Повышенная бдительность
Благодаря повышенной бдительности стайные животные быстрее замечают опасность по сравнению с одиночными особями. У многих хищников успех в охоте зависит от неожиданности нападения. Если добыча осведомлена заранее, она может спастись бегством. Например, ястребы успешнее охотятся на небольшие группы вяхирей, чем на крупные стаи, поскольку в массовом скоплении птицы быстрее замечают приближение опасности и улетают. Как только один член стаи всполошился, все птицы обращаются в бегство. В Национальном парке Цаво, Кения, дикие страусы кормятся как в одиночку, так и в группах до 4 особей. На страусов охотятся львы. По мере увеличения численности группы частота, с которой каждый её член поднимает голову, чтобы осмотреться вокруг на предмет опасности, снижается. Поскольку страусы способны поддерживать на длительной дистанции высокую скорость, намного превышающую скорость бегущего льва, львы стараются напасть на них, когда головы страусов опущены. Собираясь в группу, страусы затрудняют хищникам возможность определить, когда наступит такой момент. Таким образом, при снижении индивидуальной бдительности повышается групповая.

### Запутывание хищника

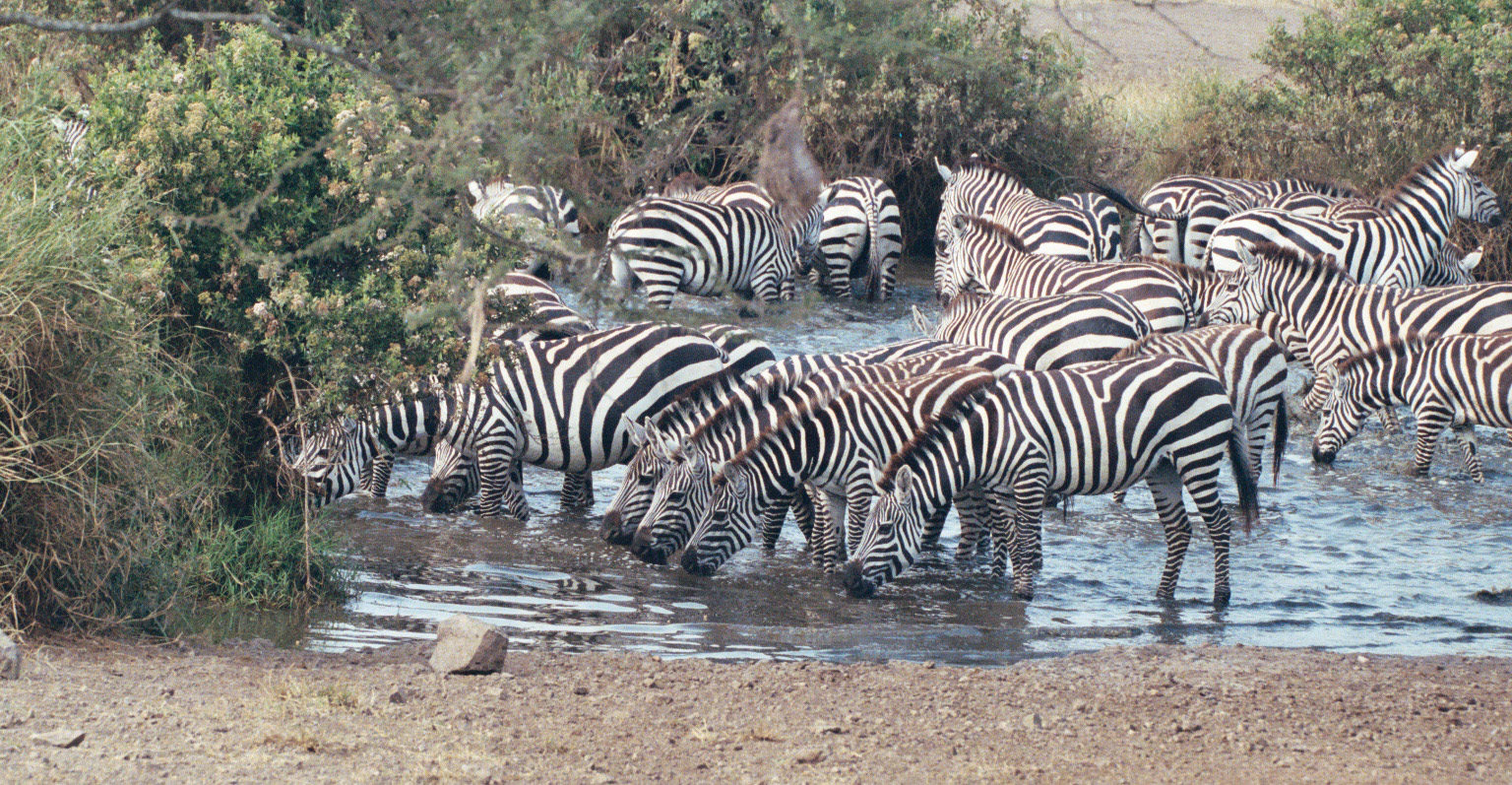
В табуне трудно разглядеть отдельную зебру

Члены группы могут чувствовать себя в большей безопасности по сравнению с одиночными особями, поскольку хищника может запутать численность скопления животных. Когда группа перемещается, хищнику труднее наметить цель для нападения. Подобным примером служит зебра. Неподвижная зебра хорошо заметна из-за крупного размера. Чтобы снизить риск быть съеденными, зебры перемещаются табунами. Полосатый узор на их шкуре может запутать хищника, затруднив ему фокусировку на одной конкретной особи. Кроме того, на бегу быстрое мелькание чёрно-белых полос притупляет его зрение.

## Отпор
Животные используют оборонительные приспособления, подобные шипам, как для отпугивания хищников, так и для того, чтобы дать им отпор. Такие методы включают химическую защиту, коллективное нападение, защитную регургитацию и суицидальный альтруизм.

### Химическая защита
Многие животные используют для защиты ядовитые химические вещества. Они могут концентрироваться на поверхности шипов или желёз, тогда хищник почувствует неприятный вкус, как только схватит добычу, и, вероятно, отпустит её, прежде чем раскусить или проглотить. Многие токсины горькие. Но яд может содержаться и в плоти животного, как у иглобрюхих и данаид. Некоторые насекомые получают яд из пищи, например, личинки соснового пилильщика. У жука-бомбардира на кончике брюшка есть специальные железы, позволяющие направлять струю ядовитой жидкости прямо в агрессора. Аэрозоль генерируется взрывным образом за счёт окисления гидрохинона и распыляется при температуре 100 °C. В случае опасности Acanthoplus discoidalis подобным образом выбрасывает из суставов кровь. В случае опасности некоторые виды короткоусых прямокрылых, например, Poekilocerus pictus, Parasanaa donovani, Aularches miliaris и Tegra novaehollandiae, вырабатывают ядовитые вещества, которые иногда с силой выбрасывают. Плюющаяся кобра брызжет ядом из своих клыков, метясь в глаза нападающему, и попадает в 8 из 10 раз, причиняя сильную боль.
Некоторые виды позвоночных, например, жабовидная ящерица Phrynosoma cornutum, в случае угрозы способны выпрыскивать кровь из глаз, мгновенно повышая кровяное давление в глазных впадинах. За один выброс особь может потерять до 53 % крови; ящерица прибегает к этому способу обороны лишь в крайнем случае. Лисы, волки и койоты, будучи обрызганными, обычно бросают ящерицу и пытаются стереть кровь с пасти, полагая, что она неприятная на вкус. Вероятно, у них вырабатывается отвращение к жабовидным ящерицам, и при наличии выбора они предпочтут другую добычу.
Вдоль тела миксины пролегают железы, которые вырабатывают у потревоженного или испуганного животного огромное количество слизи. Желеобразная слизь имеет сильное воздействие на течение и вязкость воды, быстро закупоривая жабры любой рыбы, которая попытается схватить миксину; как правило, хищные рыбы освобождают миксин в течение нескольких секунд. Обычно на миксин охотятся морские птицы, ластоногие и китообразные, но лишь немногие рыбы осмеливаются напасть на них, избегая подобной добычи.

### Коллективная оборона
При коллективной обороне группа животных защищается, активно нападая на хищника, вместо того, чтобы пассивно следовать роли жертвы. Моббинг — это преследование хищника множеством животных-жертв. Как правило, животные прибегают к подобной модели поведения, чтобы защитить свой молодняк. Например, когда шимпанзе атакуют красных колобусов, те в ответ активно нападают. Самцы собираются вместе и становятся между хищником и группой самок и детёнышей. Они подпрыгивают и кусают шимпанзе. Рябинники гнездятся как поодиночке, так и колониями. В колониях они коллективно налетают и испражняются на приближающегося хищника.

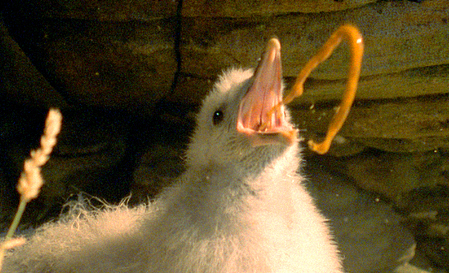
Глупыш срыгивает, чтобы отогнать хищника

### Защитная регургитация
Некоторые птицы и насекомые отгоняют хищников с помощью оборонительного срыгивания. В случае опасности глупышей рвёт маслянистой жидкостью, которую называют желудочным маслом. Это масло склеивает перья атакующей птицы, что ведёт к снижению водоотталкивающих и лётных свойств. Это особенно опасно для ныряющих птиц, поскольку водоотталкивающие свойства оперения защищают их от гипотермии во время охоты.
Когда птенцы сизоворонки чувствуют опасность, их рвёт ярко-оранжевой жидкостью с неприятным запахом. Таким способом они отпугивают потенциальных хищников и предупреждают своих родителей об угрозе: в ответ они не спешат возвращаться в гнездо.
Многие насекомые пользуются защитной регургитацией. Например, гусеница Malacosoma americanum отрыгивает капельку пищеварительной жидкости, чтобы защититься от муравьёв. Аналогичным образом ведут себя личинки совок, когда их потревожат муравьи. Рвота совок обладает водоотталкивающими и раздражающими свойствами, которые помогают сдерживать нападение хищников.

### Суицидальный альтруизм
Необычный способ защиты наблюдается у муравьёв рода кампонотус Camponotus saundersi. Социум перепончатокрылых основан на альтруизме, поэтому насекомые совершают аутотизис, фактически самоубийство, чтобы защитить всю колонию. Когда рабочего муравья враг хватает за ногу, он совершает самоубийство, выталкивая содержимое своих гипертрофированных подчелюстных желез и разбрызгивая вокруг едкое и клейкое вещество. Таким способом он останавливает вражеских муравьёв и подаёт сигнал остальной части колонии.

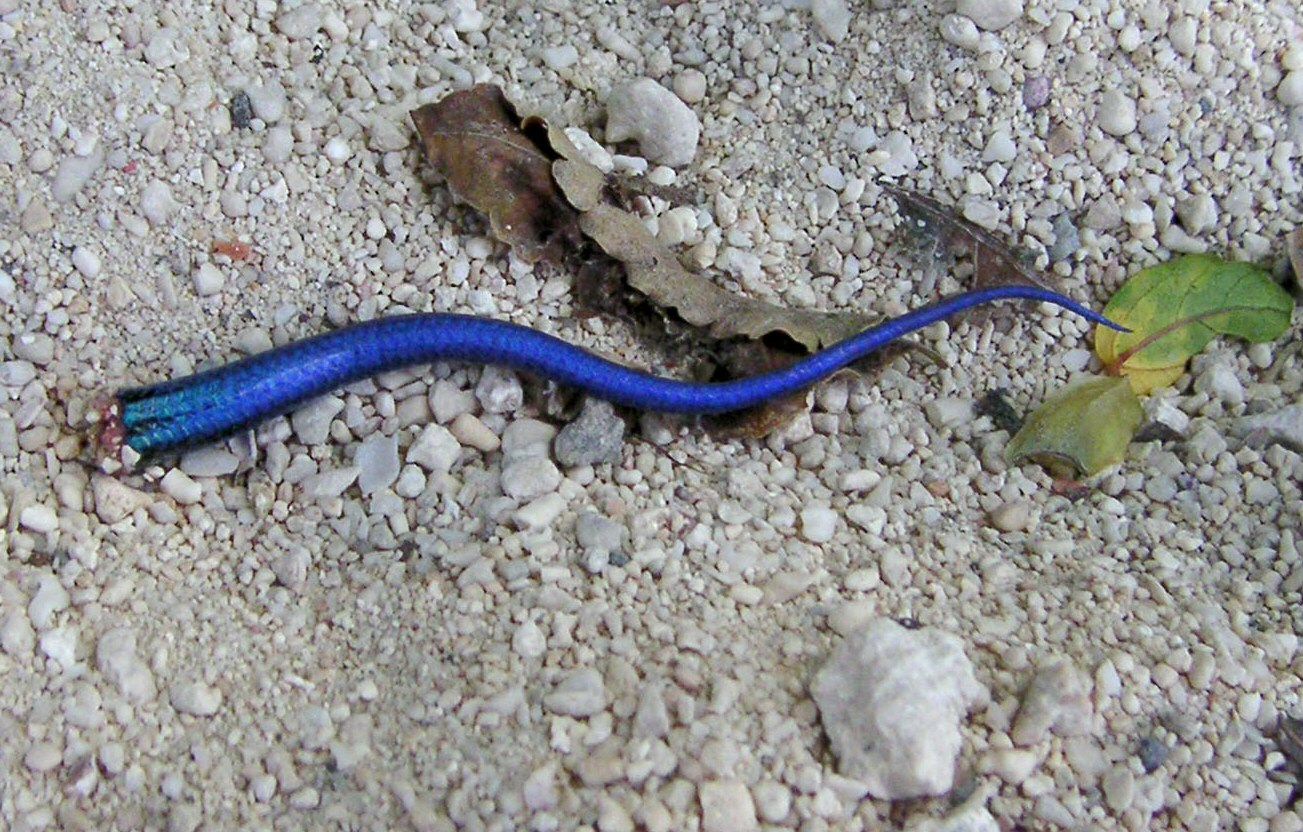
Хвост, отброшенный ящерицей

## Бегство
Естественной реакцией животного в ответ на атаку со стороны хищника является бегство любым возможным способом. Траектория движения убегающей особи может резко меняться, чтобы запутать преследователя и помешать ему предугадать направление. Например, спасаясь от сапсана, озёрные чайки, бекасы и белые куропатки летят зигзагообразно и совершают резкие манёвры. Во влажных тропических лесах Юго-Восточной Азии многие позвоночные ускользают или падают, чтобы избежать хищника. Мотыльки, почувствовав ультразвуковой сигнал летучей мыши, совершают резкий разворот или падение, а преследуемая крохалём корюшка плывёт зигзагами.

### Автотомия
Некоторые животные обладают способностью к автотомии, то есть они могут в случае опасности отбросить конечности. Утраченная часть тела в дальнейшем восстанавливается. Голожаберные моллюски откидывают жалящие щупальца, некоторые крабы утрачивают клешню, среди позвоночных эта способность наблюдается у многих гекконов и других ящериц, которые, подвергнувшись нападению, теряют хвост. Сброшенная часть тела некоторое время продолжает двигаться, отвлекая внимание хищника. Небольшой хвост отрастает медленнее.